# パメラ・スプリングスティーン
パメラ・スプリングスティーン（Pamela Springsteen、1962年2月8日 - ）は、アメリカ合衆国の女優。

## 出演作品
- Sleepaway Camp III: Teenage Wasteland
- ファーストフード
- マイ・サイエンス・プロジェクト
- レディ・ジェイソン 地獄のキャンプ
- ロックンロール・ロンリー
- 初体験/リッジモント・ハイ